# トラーバッハ包囲戦
トラーバッハ包囲戦（トラーバッハほういせん、フランス語: Siège de Trarbach）は、ポーランド継承戦争中の1734年4月10日から5月2日まで、シャルル・ルイ・オーギュスト・フーケ・ド・ベル＝イル率いるフランス軍による、シュポンハイム伯領のトラーバッハの包囲。フランス軍は勝利し、要塞を破壊した。